# ادوین کرانستون
ادوین کرانستون (انگلیسی: Edwin Cranston; ۱۰ اکتبر ۱۹۳۲ – ۸ دسامبر ۲۰۲۱) مترجم، متخصص ادبیات، استاد دانشگاه، شاعر، و ادبیات آموخته اهل ایالات متحده امریکا بود.